# ’Til Tuesday
'Til Tuesday (чаще пишется 'til tuesday) — американская музыкальная группа новой волны, исполнявшая альтернативный рок. Была образована в Бостоне, штат Массачусетс в 1982 году и состояла из Эйми Манн (вокал, бас), Роберта Холмса (гитара), Джои Пеше (музыкальная клавиатура) и Майкла Хаусмана (ударные). Выпустив три музыкальных альбома, коллектив прекратил существование в 1989 году. Группа наиболее известна хитом 1985 года «Voices Carry».

## История
'Til Tuesday заявили о себе через 6 месяцев после формирования, победив в бостонском WBCN Rock & Roll Rumble в 1983 году. Их композиция «Love in a Vacuum» (созданная всеми участниками группы) получила большую популярность на радио, и в конце концов группа подписала контракт с Epic Records.
«Love in a Vacuum» была перезаписана для дебютного альбома Voices Carry (1985 год). Песня «Voices Carry» попала на восьмую строчку Billboard Hot 100. Продюсер Майку Торн на его веб-сайте пишет «Основная песня альбома была написана и спета Эйми так, словно она обращена к женщине… Студия записи была не рада такому тексту». Журнал Rolling Stone позже напишет, что Синди Лопер (она также имела контракт с Epic Records) заинтересована перезаписать «Voices Carry» с оригинальным текстом, но только если группа не причислит это к их собственным песням.
Группа и их видео «Voices Carry» стала одним из первых основных продуктов MTV. В этом клипе рассказано, как гнетущий парень Эйми Мэнн пытается изменить её стиль жизни на «высокий», благородный. В конце она начинает кричать на него во время концерта в Кембриджском Зале (хотя снято это было в Strand Theatre в Дорчестере, округ, Мэриленд), встаёт со своего места в зале и произносит реплику «He said, shut up! He said, shut up! Oh God, can’t you keep it down…?» (Он сказал, заткнись! Он сказал, заткнись! О Бог, можешь ли ты оставить это в секрете…?), снимая свою шапку, показывая остроконечную причёску. В результате группа выиграла MTV Video Music Award за лучшее видео дебютанта.
К 1986 году 'Til Tuesday выпустили альбом Welcome Home. Манн начала писать больше песен лично, и группа переместилась с новой волны. Критики отреагировали на это одобрительно. 26 место для «What About Love», основной песни нового альбома, было коммерческим разочарованием, особенно после попадания «Voices Carry» в десятку лучших. С большими проблемами, альбом попал в топ 50.
После выхода альбома Майкл Монтес встал на место Пеше. Примерно в это же время 2 летние отношения Манн с певцом и автором песен под именем Джулс Шир, с которым она встречалась с выхода альбома Voices Carry, подошли к концу. Это расставание что-то привнесло в последний альбом группы Everything’s Different Now, особенно в песню «J for Jules». Хотя Манн настаивала, что не каждая песня была о отношениях. Основная песня альбома была записана вместе с Мэттью Свитом.
Несмотря на хорошие оценки критиков, альбом Everything’s Different Now не был коммерчески успешным. Альбом попал на 124 строчку, а главная песня «(Believed You Were) Lucky» (написанная совместно с Шир’ом) заслужила 95 строку.
'Til Tuesday распались после выпуска Everything’s Different Now. Несмотря на это, Манн продолжила проводить концерты используя бренд 'Til Tuesday, пока её не настигли проблемы с законом. Чуть позже, в 1992, она начала сольную карьеру. Хаусман стал её менеджером. Эту должность он занимает и по сей день.

## Альбомы
- Voices Carry — 1985 год
- Welcome Home — 1986 год
- Everything’s Different Now — 1988 год
- Coming Up Close: A Retrospective — 1996 (сборник самых популярных песен)